# 5948 Longo
5948 Longo è un asteroide della fascia principale. Scoperto nel 1985, presenta un'orbita caratterizzata da un semiasse maggiore pari a 2,7401334 UA e da un'eccentricità di 0,2204637, inclinata di 9,51442° rispetto all'eclittica.